# Den Kongelige Belønningsmedalje
Den Kongelige Belønningsmedalje er monarkens private fortjenstemedalje, der uddeles uden forudgående ministerindstilling, for særlige fortjenester. 

## Baggrund
Belønningsmedaillen blev indstiftet 4. september 1865 af Christian 9. i to grader, guld (fra 1922 forgyldt sølv) og sølv. Hertil kom i 1889-1906 den “mindre Guldmedaille”, som også kunne tildeles med krone. Den Kongelige Belønningsmedaille, der bæres i et rødt krydsbånd med hvidt kors, viser på forsiden den regerende monarks portræt, på bagsiden en egekrans uden indskrift, men med plads til graveret inskription. Christian 9.s Belønningsmedaille havde en vinget genius på bagsiden ligesom medaljen Ingenio et arti. Belønningsmedaillen blev dengang tillige anvendt til belønning af navnlig udenlandske kunstnere; fx modtog Sarah Bernhardt medaljen i 1880, da hun var i København. De fleste medaljemodtagere var dog fremmede hoffunktionærer og andre, som fik den for personlige tjenester ved kongens udenlandsrejser o.l.

## Senere tildeling
Siden 1920'erne er Den Kongelige Belønningsmedaille hovedsagelig tildelt for lang og tro tjeneste i det danske erhvervsliv og i almindelighed for 50 års tjeneste i samme virksomhed. Den kunne tidligere ekstraordinært tildeles i Dannebrogordenens krydsbånd. Det var navnlig kvinder (som indtil 1951 ikke kunne dekoreres med ordener), der fik dette "damernes ridderkors". Medaljen har således i dag et meget bredt anvendelsesområde. Den sorterer under Kabinetssekretariatet.

## Belønningsmedaljen som tapperhedsdekoration
Belønningsmedaljen af 1. grad med krone og med inskription tildeles i begrænset omfang for særlig risikofyldt indsats, fx i forbindelse med FN-tjeneste, og den er tildelt personer der var/er ansat i Forsvaret og Politiet. 
Belønningsmedaljen bruges i dag sjældent som tapperhedsdekoration, men blev dog for nylig tildelt astronaut Andreas Mogensen for at skrive danmarkshistorie som den første dansker i rummet i forbindelse med ESAs irissmission .